# Farnadeiros (Lugo)
Farnadeiros (llamada oficialmente San Pedro de Farnadeiros) es una parroquia española del municipio de Corgo, en la provincia de Lugo, Galicia.

## Organización territorial
La parroquia está formada por trece entidades de población, constando once de ellas en el nomenclátor del Instituto Nacional de Estadística español:
- Farnadeiros
- Fental (O Fental)
- Folarón
- Fompedriña
- Outeiro
- Pacio (O Pacio)
- Pelamio
- San Pedro
- Sernande
- Trasfontao
- Vacariza (A Vacariza)
- Vilar
- Vilasusao

## Demografía
| Gráfica de evolución demográfica de Farnadeiros entre 2000 y 2019 |
|                                                                   |
| Datos según el nomenclátor publicado por el INE.                  |